# 캔디맨 (래퍼)
캔디맨(Candyman, 본명 캔델 맨슨 (Candell Manson), 1968년 6월 25일 로스 앤젤레스 출생)은 미국의 래퍼이자 프로듀서로, 1990년대 초의 크로스오버 랩 스타 중 한 명이다. 그는 “Knockin' Boots”라는 히트곡이 잘 알려진 원 히트 원더이다.

## 바이오그래피
맨슨은 남부 중앙 로스 앤젤레스에서 태어나 자랐으며, 워싱턴 고등학교를 다녔다. 맨슨의 친구인 래퍼/프로듀서 Sir Jinx는 맨슨을 Dr. Dre에게 소개하였으며, Dr. Dre는 그를 위해 데모 곡 세 곡을 프로듀싱해주었다.
Candyman은 솔로 앨범을 내기 전 먼저 Tone-Loc의 보조를 맡으면서 활동하였다. 그의 1990년 데뷔 앨범, Ain't No Shame in My Game은 싱글 Knockin' Boots로 빌보드의 톱 10에 등극하였다. 다음 해, 그는 Epic Records에서 다음 LP인 Playtime is Over를 발표하였으나, 결과는 이전만하지 못하였다. 1993년에는 IRS에서 I Thought U Knew를 발표하였지만 역시 성공하지 못하였으며, 2000년에는 그의 1990년 히트곡을 리믹스하고 새로이 커팅한 곡이 수록된 Candyman's Knockin' Boots 2001: A Sex Odyssey가 발매되었다. Candyman의 가장 최근 작업물이라 할 수 있는 이 앨범 역시 대중적으로나 비평적으로나 실패를 거두었다.
현재 그는 Candyman Entertainment의 설립자이면서 831ent.의 David Adams의 중앙 캘리포니아에서 공연을 열고 있다.

## 디스코그래피
- Ain't No Shame in My Game (1990) (Epic)
- Playtime Is Over (1991) (Sony)
- I Thought U Knew (1993) (IRS)
- Phukk Watcha Goin' Thru (1995) (Ruckus)
- Knockin' Boots 2001: A Sex Odyssey (2001) (X-Ray Records)
- Platinum Hits (2001) (Emrotal Thugs)